# ナウルの国旗
ナウルの国旗 (ナウルのこっき) は、独立に伴い1968年1月31日に制定された。
国旗のデザインはナウルの地理的位置を示している。黄色の横線 (旗の高さ (ホイスト) の1/12の幅) は赤道を表していて、青地は太平洋を表す。横線の下に描かれている白い星は、赤道の少し南に位置するナウルを表す。星の12本の光は、ナウルの12の原住民族を象徴している。白はナウルから鉱掘されるリンを表している。

?1919年から1948年まで、オーストラリア、ニュージーランド、イギリスの委任統治領時代に用いられていたイギリス国旗
? 1948年から1968年まで信託統治領時代に用いられていたオーストラリアのレッド・エンサイン。
?現在の国旗（縦横比2:3の別タイプ）